# Рафал Лемкин
Рафал Лемкин (на полски: Rafał Lemkin), роден на 24 юни 1900 г. в Безводне, Беларус, починал на 28 август 1959 г. в Ню Йорк. е полски и американски юрист, специалист по наказателно право с еврейски произход, автор на понятието „геноцид“ и на проекта за Конвенцията за предотвратяване и наказване на престъплението геноцид, подписана на 9 декември 1948 г., наричана „Конвенцията Лемкин“.

## Биография
Роден е в семейството на Йозеф Лемкин и Бела Померанц. Има двама братя. Прекарва младостта си в Озорск, където баща му управлява малко имение, а след това във Волковиск, където се премества цялото семейство. През 1919 г. завършва гимназия в Бялисток. В периода 1919 – 1920 г. служи в санитарните части на полската армия близо до Волковиск.
През 1919 г. се записва във Факултета по право и администрация на Ягелонския университет. С решение на Академичния сенат от 8 юли 1921 г. той е изключен от Ягелонския университети преместен в Юридическия факултет на университета „Ян Казимеж“ в Лвов. Слуша лекции на известни професори, между които Освалд Балцер, Леон Пинински, Пшемислав Домбковски, Камил Стефка, Людвиг Ерлих, Станислав Стажински, Юлиуш Макаревич, Александър Долински, и др. Участва в семинари по граждански процес, гражданско право и няколко години (най-дълго) по наказателно право. На семинара по наказателно право, воден от проф. Макаревич, той пише първите си научни трудове. Заедно с Тадеуш Коханович превежда на полски наказателния кодекс на съветските републики от 1922 г., чийто предговор е написан от проф. Макаревич.
В средата на 1920-те години той пътува много и учи в университетите в Хайделберг и Берлин, а по-късно и в Сорбоната.През юли 1926 придобива докторска степен по право от Университета „Ян Казимеж“ в Лвов. Около 1927 г. той напуска Лвов, поканен да сътрудничи с Емил Рапапорт, доцент по наказателно право в Университета „Ян Казимеж“ в Лвов, и проф. Вацлав Маковски от Варшавския университет. Работи като асистент на Е. Рапапорт в Комисията по кодификация на Република Полша, като правен секретар в Генералния секретариат на Комисията по кодификация (Емил Рапапорт е генерален секретар на Комисията от 1924). Едновременно с това той преминава обучение в съда, като след приключването му през 1929 или 1930 г. е назначен за заместник-прокурор в Окръжния съд в Бжежани (Търнополско воеводство), но не след дълго става прокурор на Окръжния съд във Варшава. През 1934 г. се отказва от работа в прокуратурата и, след като е вписан в списъка на адвокатите на Адвокатската колегия във Варшава, започва да практикува като адвокат във Варшава, в кантора на ул. „Кредитова“ 6, където и живее.
През 1933 г. Лемкин става преподавател в Свободния полски университет. Освен това благодарение на Рапапорт, с когото е в приятелски отношения, Лемкин се присъедини към Международното бюро за унификация на наказателното право и участва в множество международни конференции, по време на които се срещна и установява връзки със значими правни експерти и важни интелектуалци в Западна Европа
След призива на полковник Роман Умястовски, в края на първата седмица на септември 1939 г. Лемкин напуска Варшава и отива в териториите, които скоро са окупирани от Съветския съюз. Задържан е, но не е разпознат и е освободен на следващия ден.През октомври той отива във Вилнюс, а оттам в Каунас, където след три месеца получава шведска виза благодарение на контактите, които си е създал на международните конференции. През 1940 г. пътува през Рига до Стокхолм. В Швеция започва да събира материали за по-късната си работа по темата за правителствата на Страните от Оста в окупираните държави и изнася лекции в Стокхолмския университет.
През пролетта на 1941 г. се премества в Съединените щати. Търсейки източници на доходи, получава помощ от Малкълм Макдермот от Университета „Дюк“. Въпреки усилията на Макдермот, се налага работата, която Лемкин получи в университета, да бъде финансирана от частни източници, с подкрепата на далечни роднини на Лемкин в САЩ.След това Лемкин работи две години като съветник на Борда по икономическа война във Вашингтон, след което отново се налага да търси работа. Кандидатства за лектор по икономика и завършва основни курсове по американско право.През май 1945 г. той се присъединява към Службата за военни престъпления към Военния департамент.
През годините 1942 – 1943 г. той написва най-важната си книга The Axis Rule in Occupied Europe (публикувана през 1944), посветена на концепцията за геноцида. Малко след публикуването на книгата вестник The Washington Post публикува статия в подкрепа на работата на Лемкин, озаглавена „Геноцид“, в която може би за първи път понятието геноцид се появява в основните медии. Скоро работата на Лемкин е оценена и на страниците на The New York Times и новото понятие бавно навлиза в обща употреба.
В Нюрнбергския процес Лемкин става съветник на Робърт Х. Джаксън, главния прокурор на САЩ.От 1946 г. е консултант на Правния комитет на ООН и заедно с проф. Анри Доннедие де Вабрес написва предварителния проект на Конвенцията за предотвратяване и наказване на престъплението геноцид, подписана на 9 декември 1948 г. В периода 1948 – 1951 г. чете лекции по международно право в Йейлския университет.
През 1951 и 1952 г. е номиниран за Нобелова награда за мир. През 1950 г. е награден с кубинския Голям кръст на Ордена на Карлос Мануел де Сеспедес, а през 1955 с Кръста за заслуги на Ордена за заслуги на Федерална република Германия.
След успеха на Лемкин с приемането на Конвенцията за престъплението геноцид, той се оказва в трудна житейска ситуация. След приключване на договора си като гост-професор в Йейлския университет през 1951 г. той не успява да получи постоянна позиция в университета. През по-голямата част от 50-те години, въпреки значителните усилия, които полага, той е безработен и изпада в бедност. Умира от инфаркт през 1959 г. На погребението му присъстват седем души.

## Научна дейност
От 1927 г., т.е. от първата конференция (във Варшава), благодарение на Е. Рапапорт и В. Маковски, той сътрудничи на Международната служба за унификация на наказателното право. Участва в полски делегации на конференциите за унификация на наказателното право в Париж през 1931 г. и Копенхаген през 1935 г. Участва и в множество международни симпозиуми и конгреси в областта на наказателното право.
През 1931 публикува становище за проекта на Наказателния кодекс, по-късно става съавтор на коментара към Наказателния кодекс от 11 юли 1932 г. (заедно с Йежи Ямонт и Емил Рапапорт, издаден през 1932), а също така подготвя и английския му превод (заедно с Малкълм Макдермот, издаден през 1939).
През 1933 г. трябва да участва в конференцията на Службата за унификация на наказателното право в Мадрид, но в последния момент – вероятно поради международната политическа ситуация, правителството оттегля делегирането му. Въпреки това докладът, който подготвя за конференцията (отпечатан на френски, а след това и на полски и немски език), е предаден на участниците в нея. В доклада той постулира регулирането на международния форум на престъпленията:
1.	варварство,
2.	вандализъм,
3.	причиняване на морска, сухопътна или въздушна катастрофа,
4.	предизвикване на прекъсване на телекомуникациите,
5.	съзнателно разпространяване на зарази сред хората.
Според концепцията за варварството „Който от омраза към някоя расова, религиозна или социална общност или с цел да унищожи (унищожи) тази общност, предприема престъпно действие срещу живота, телесната неприкосновеност, свободата, достойнството или основите бита на лице, принадлежащо към такава общност, това престъпление на варварство ще бъде наказуемо ... освен ако деянието не е наказуемо с по-тежко наказание в съответния наказателен закон. Извършителят подлежи на същото наказание, ако деянието е насочено срещу лице, което е заявило своята солидарност или се е застъпило за една от горепосочените групи.“. Този вид престъпление през 1944 – след Холокоста – е наречено от Лемкин геноцид. Вандализмът от своя страна предполага – по същите причини като варварството – унищожаването на произведения на културата или изкуството, които са продукт на духа на расова, религиозна или социална общност.
От студентските си години Лемкин се занимава с наказателното законодателство на тоталитарните държави, преди всичко Италия на Мусолини и Съветския съюз, описвайки в своите трудове функцията на наказателното право в правните и социални системи на тези страни. Той превежда на полски съветските наказателни закони от 1922 г. (заедно с Тадеуш Коханович, полско издание 1926) от 1927 г. (полско издание 1928) и фрагмент от италианския наказателен кодекс, посветен на престъпленията срещу държавата. През 30-те години той публикува два тома изследвания в поредицата Jidisze juridisze Bibljotek.
През 1933 г. публикува „Съдията пред лицето на съвременното наказателно право и криминология“ (Sędzia w obliczu nowoczesnego prawa karnego i kryminologii). Занимава се и с проблемите на тероризма. През 1935 предлага собствен проект и концепции за дефиниране на тероризма. Подготвя и коментари върху разпоредбите за амнистията от 1932 и 1936 г., коментари и проучвания върху финансовото наказателно право (1938) и La reglementation des paiments internationaux (1939).

## Понятиетогеноцид
През 1933 г. определя в доклад, изнесен на Международната конференция за унификация на наказателното право в Мадрид и в статия в „Internationales Anwaltsblatt“ т.нар. престъпления от нов тип, накърняващи интересите на цялото човечество, включително „варварски актове“, определени като действия срещу човешкия живот, предприети с намерението да се унищожи определена расова, религиозна или социална група, и „актове на вандализъм“, разбирани като действия срещу културното наследство на националните групи. В книгата The Axis Rule in Occupied Europe, публикувана през 1944 г. представя своите възгледи за нов тип престъпление срещу човечеството, създавайки термина геноцид, който той разбира като организирани дейности, насочени към унищожаването на нация или етническа група чрез дезинтеграция на институции, култура, език, национално и религиозно съзнание, икономическите основи на съществуването и след това лишаване на хората от сигурност, свобода, здраве, достойнство и в крайна сметка живот. Той предлага също да бъде приета международна конвенция за предотвратяване на геноцида (виж Конвенцията на ООН за предотвратяване и наказване на престъплението геноцид).
В лекцията си „Съветският геноцид в Украйна“ (Sowieckie ludobójstwo na Ukrainie), изнесена в Манхатън център в Ню Йорк на 20-ата годишнина от Гладомора (1953), определя изкуствено предизвикания от съветските власти глад в Украйна през 1932 – 1933 като класически пример за такова престъпление.